# 叶夫根尼·沃尔比约夫
叶夫根尼·德米特里耶维奇·沃尔比约夫（俄语： 1920年10月15日—1994年1月25日）苏联物理学家。

## 生平
1946年毕业于茹科夫斯基空军工程学院，1948年毕业于莫斯科机械学院。1947年至1952年参与苏联核武器计划，加入苏联科学院第2实验室，即库尔恰托夫研究所。1952年至1957年在车里雅宾斯克-40工作。1957年至1959年率领十几位专家前往中国担任核技术科学顾问，负责培养浓缩铀和钚方面的专家，编制教学大纲，负责指导反应堆实验，与钱三强和周恩来有接触。1959年至1961年担任库尔恰托夫研究所高级研究员。1961年至1966年担任位于季米特洛夫格勒的原子反应堆科学研究院副院长。1967年至1970年担任杜布纳联合原子核研究所副所长。1970年至1973年，担任库尔恰托夫研究所学院主任。1973年至1994年任杜布纳联合原子核研究所中子物理学实验室主任。